# Club Deportivo Maristas Palencia
Il CD Maristas Palencia, chiamato comunemente Palencia Baloncesto, è una squadra di pallacanestro fondata a Palencia, Spagna nel 1979. Attualmente limita da diversi anni in LEB Oro.

## Palmarès
- Liga LEB Oro: 1

2015-2016
- Copa Princesa de Asturias: 3

2015, 2016, 2023

### Premi individuali
All-LEB Oro Team
- Urko Otegui – 2013
- Marc Blanch – 2016

## Roster 2023-2024
Aggiornato al 19 novembre 2023.
|    | Naz.                                        | Ruolo | Sportivo                     | Anno | Alt. | Peso |  |
| -- | ------------------------------------------- | ----- | ---------------------------- | ---- | ---- | ---- |  |
| 0  | Paesi Bassi (bandiera)                      | G     | Yannick Franke               | 1996 | 196  | 86   |  |
| 2  | Stati Uniti (bandiera)                      | AG    | Greg Whittington             | 1993 | 203  | 95   |  |
| 3  | Paesi Bassi (bandiera)                      | C     | Matt Haarms                  | 1997 | 221  | 113  |  |
| 5  | Spagna (bandiera)                           | G     | Chumi Ortega                 | 1997 | 191  | 83   |  |
| 6  | Paesi Bassi (bandiera)                      | P     | Keye van der Vuurst de Vries | 2001 | 191  | 85   |  |
| 7  | Stati Uniti (bandiera)                      | P     | Brandon Brown                | 1989 | 181  | 80   |  |
| 8  | Brasile (bandiera) · Italia (bandiera)      | G     | Vítor Benite                 | 1990 | 194  | 88   |  |
| 9  | Canada (bandiera) · RD del Congo (bandiera) | G     | Mathieu Kamba                | 1995 | 196  | 95   |  |
| 11 | Spagna (bandiera)                           | G     | Manu Rodríguez               | 1991 | 192  | 90   |  |
| 12 | Uruguay (bandiera) · Italia (bandiera)      | G     | Agustín Ubal                 | 2003 | 198  | 88   |  |
| 15 | Spagna (bandiera)                           | C     | Chema González               | 1991 | 206  | 103  |  |
| 18 | Lettonia (bandiera) · Spagna (bandiera)     | C     | Anžejs Pasečņiks             | 1995 | 218  | 104  |  |
| 46 | Senegal (bandiera)                          | AC    | Ousmane N'Diaye              | 2004 | 210  | 95   |  |
|    | Spagna (bandiera)                           | AC    | Iván Cruz                    | 1991 | 208  | 108  |  |

### Staff tecnico
| Allenatore: | Marco Justo     |
| Assistenti: | Alberto Padilla |